# Liste der Monuments historiques in Herbisse
Die Liste der Monuments historiques in Herbisse führt die Monuments historiques in der französischen Gemeinde Herbisse auf.

## Liste der Immobilien
| Bezeichnung                    | Beschreibung           | Standort               | Kennzeichnung | Schutzstatus | Datum | Bild           |
| ------------------------------ | ---------------------- | ---------------------- | ------------- | ------------ | ----- | -------------- |
| Kirche Assomption-de-la-Vierge | ab dem 12. Jahrhundert | Rue de l’Église (Lage) | PA00078121    | Classé       | 1989  | weitere Bilder |

## Liste der Objekte
| Bezeichnung                              | Beschreibung | Standort                                     | Kennzeichnung | Schutzstatus | Datum | Bild |
| ---------------------------------------- | --- | -------------------------------------------- | ------------- | ------------ | ----- | ---- |
| Neun Kirchenfenster                      | Ensemble aus PM10003128 bis PM10003130 | in der Kirche Assomption-de-la-Vierge (Lage) | PM10000898    | Classé       | 1989  |      |
| Drei Kirchenfenster (1)                  | im Chorraum; abgebildet: u. a. Passions Christi, Marienleben und Wurzel Jesse; ein Fenster bezeichnet 1512                                                                  | in der Kirche Assomption-de-la-Vierge (Lage) | PM10003128    | Classé       | 1989  |      |
| Drei Kirchenfenster (2)                  | im südlichen Querschiff; abgebildet: u. a. Geburt Christi, Anbetung der Könige, Taufe Christi, Johannes vor Herodes, Kreuzabnahme und Auferstehung; aus dem 16. Jahrhundert | in der Kirche Assomption-de-la-Vierge (Lage) | PM10003129    | Classé       | 1989  |      |
| Drei Kirchenfenster (3)                  | im nördlichen Querschiff; abgebildet: u. a. Kain und Abel, Hubertuslegende und Bischofskrönung; aus dem 16. Jahrhundert                                                     | in der Kirche Assomption-de-la-Vierge (Lage) | PM10003130    | Classé       | 1989  |      |
| Skulptur Madonna mit Kind (1)            | Kalkstein, farbig gefasst, 16. Jahrhundert | in der Kirche Assomption-de-la-Vierge (Lage) | PM10000900    | Classé       | 1911  |      |
| Skulptur einer Märtyrerin                | Kalkstein, erste Hälfte des 16. Jahrhunderts | in der Kirche Assomption-de-la-Vierge (Lage) | PM10000901    | Classé       | 1911  |      |
| Sessel                                   | Holz, Stoff, zweite Hälfte des 18. Jahrhunderts | in der Kirche Assomption-de-la-Vierge (Lage) | PM10000905    | Classé       | 1977  |      |
| Skulptur Heiliger Eligius                | Kalkstein, einfarbig gefasst, 16. Jahrhundert | in der Kirche Assomption-de-la-Vierge (Lage) | PM10003131    | Classé       | 1911  |      |
| Skulptur eines Heiligen mit Stifterfigur | Kalkstein, farbig gefasst, 16. Jahrhundert | in der Kirche Assomption-de-la-Vierge (Lage) | PM10004829    | Inscrit      | 1974  |      |
| Skulptur Heilige Margaretha              | Kalkstein, farbig gefasst, Anfang des 16. Jahrhunderts | in der Kirche Assomption-de-la-Vierge (Lage) | PM10000899    | Classé       | 1908  |      |
| Skulptur Madonna mit Kind (2)            | Kalkstein, farbig gefasst, 14. Jahrhundert | in der Kirche Assomption-de-la-Vierge (Lage) | PM10000902    | Classé       | 1911  |      |
| Skulptur Heiliger Nikolaus               | Kalkstein, einfarbig gefasst, 16. Jahrhundert | in der Kirche Assomption-de-la-Vierge (Lage) | PM10000903    | Classé       | 1911  |      |
| Taufbecken                               | Kalkstein, bemalter Holzdeckel, Anfang des 16. Jahrhunderts | in der Kirche Assomption-de-la-Vierge (Lage) | PM10000904    | Classé       | 1913  |      |